# Acanthodelta karschi
Acanthodelta karschi är en fjärilsart som beskrevs av Arnold Pagenstecher 1907. Acanthodelta karschi ingår i släktet Acanthodelta och familjen nattflyn. Inga underarter finns listade i Catalogue of Life.